# Caprice Bourret
Caprice Bourret, född 24 oktober 1971 i Hacienda Heights i Kalifornien, är en amerikansk fotomodell, skådespelerska och TV-personlighet. Hon bor i London där hon äger och driver sitt underklädesföretag Caprice Lingerie Ltd.

## Biografi
Caprice Bourret har medverkat i mer än 250 magasin över hela världen, bland annat Vogue, GQ, Cosmopolitan magazine, Esquire magazine, Maxim magazine, FHM och i ett baddräktsnummer av Sports Illustrated. Hon har utsetts till världens sexigaste kvinna av News of the World och även till GQ Woman of the Year och Maxims International Woman of the Year, samtliga tre år på raken. Hon har medverkat i TV-reklam för Diet Coke och Pizza Hut.
År 2005 ingick Bourret ett licensavtal med köpcentrumet Debenhams som gick ut på att de fick sälja och använda hennes namn till ett underklädesmärke och dess kampanj. Sex år senare köpte hon licensen och startade Caprice Product. Hon designar, modellar och säljer underkläder, baddräkter och sovkläder.
Bourret medverkar i filmerna Hollywood Flies, Nailing Vienna och Jinxed In Love, alla tre producerade av TV-bolaget HBO. Hon har även medverkat i såpan Hollyoaks, serien Dream Team och komediserien Hospital. År 1998 blev hon programledare för Caprice's Travels där hon reste över hela världen. År 2000 höll hon i programmet An Evening at The Oscars inför Oscarsgalan det året; hon höll även i sändningen från röda mattan inför American Music Awards det året, båda gångerna på CBS.
År 2007 var Bourret domare i Sky Ones Project Catwalk och Britain's Next Top Model.